# Куденко, Юрий Григорьевич
Юрий Григорьевич Куденко — российский учёный, доктор физико-математических наук, профессор, заведующий Лабораторией физики электрослабых взаимодействий ИЯИ РАН.Избран членом-корреспондентом РАН 29 мая 2025 года.

## Биография
Родился 5 октября 1951 в Оренбургской области. Окончил факультет теоретической и экспериментальной физики МИФИ (1975).
С 1975 года работает в Институте ядерных исследований АН СССР (РАН), с 2002 года — заведующий Лабораторией физики электрослабых взаимодействий.
Руководитель российской научной группы в составе международного нейтринного эксперимента с длинной базой Т2К в Японии (поиск перехода мюонных нейтрино в электронные нейтрино, измерение соответствующего угла смешивания, подтверждение перехода мюонного нейтрино в тау нейтрино, определение иерархии масс нейтрино и поиск СР-нарушения в лептонном секторе).
Доктор физико-математических наук (2004), профессор по специальности «Физика атомного ядра и элементарных частиц» (2007).
Читает лекции в МФТИ, автор учебника для студентов и аспирантов «Основы экспериментальной физики элементарных частиц» (2007).

## Награды
Лауреат премии им. академика М. А. Маркова (2013).